# Hans Engel (Jurist)
Hans Engel (* 22. Dezember 1935 in Kamen) ist ein deutscher Verwaltungsjurist und Ministerialbeamter.

## Leben
Engel war langjährig in der Ministerialverwaltung des Landes Nordrhein-Westfalen tätig, zunächst als Referatsleiter für die neuen Gesamthochschulen im Ministerium für Wissenschaft und Forschung und danach im Innenministerium in Düsseldorf. Er war dort als Ministerialdirigent Leiter der Abteilung I („Verfassung, Datenschutz, Ausländer- und Asylangelegenheiten“). Zugleich war  er auch Landeswahlleiter und Mitglied (sowie stellvertretender Vorsitzender) der Wahlkreiskommission für den Deutschen Bundestag.
1989 war er Begleiter und Berater des nordrhein-westfälischen Innenminister Herbert Schnoor (SPD) bei einer Reise in die jesidischen Dörfer des Tur Abdin.
Engel engagierte sich langjährig im Volksbund Deutsche Kriegsgräberfürsorge und war Mitglied des Bundesvorstands. 2006 hielt er die Gedenkansprache zur Einweihung der Kriegsgräberstätte Moldau, dem deutschen Soldatenfriedhof in Chișinău, der Hauptstadt der Republik Moldau, der für 30.000 gefallene deutsche Soldaten vorgesehen ist.
Zu seinem Ausscheiden aus dem Dienst wurde ihm eine Festschrift gewidmet.
Er veröffentlichte in Zusammenarbeit mit seinem Vorgänger Walter Gensior zahlreiche Schriften zu den Wahlen auf Bundes- und Landesebene.

## Orden und Ehrenzeichen
- Verdienstkreuz am Bande der Bundesrepublik Deutschland

## Publikationen
- Gensior, Walter: Leitfaden für die Vorbereitung und Durchführung der Kommunalwahlen im Lande Nordrhein-Westfalen 1984 / unter Mitw. von Hans Engel. Köln : Dt. Gemeindeverlag 1984.
- Leitfaden für die Vorbereitung und Durchführung der Landtagswahl 1985 im Lande Nordrhein-Westfalen. Bearb. Von Walter Gensior unter Mitw. von Hans Engel. Köln : Dt. Gemeindeverlag 1985.
- Gensior, Walter [Bearb.]: Landeswahlgesetz und Landeswahlordnung Nordrhein-Westfalen. Bearb. von Walter Gensior. Unter Mitw. von Hans Engel. Köln [u. a.] : Dt. Gemeindeverlag 1985.
- Leitfaden für die Vorbereitung und Durchführung der Kommunalwahlen im Lande Nordrhein-Westfalen. Bearb. von Walter Gensior unter Mitw. von Hans Engel. Köln [u. a.] : Dt. Gemeindeverlag 1989.